# Val-de-Ruz (gemeente)
Val-de-Ruz is een gemeente in het Kanton Neuchâtel. Val-de-Ruz heeft 16.172 inwoners.

## Geschiedenis
Val-de-Ruz is een fusiegemeente ontstaan op 1 januari 2013 uit de voormalige gemeenten Boudevilliers, Cernier, Chezard-Saint-Martin, Coffrane, Dombresson, Engollon, Fenin-Vilars-Saules, Fontainemelon, Fontaines, Les Geneveys-sur-Coffrane, Les Hauts-Geneveys, Le Pâquier, Savagnier en Villiers.
De gemeente maakte deel uit van het district Val-de-Ruz tot op 31 december 2017 de districten van het kanton Neuchâtel werden afgeschaft.

## Geografie
Val-de-Ruz heeft een oppervlakte van 124.26 km² en grenst aan de buurgemeenten Enges, Lignières, Neuchâtel, Nods, Peseux, Saint-Imier en Villeret.